# Paula Lane
Paula Lane es una actriz británica, más conocida por haber interpretado a Kylie Turner en la serie Coronation Street.

## Biografía
A los 19 años fue aceptada en la prestigiosa "Central School of Speech and Drama" en Londres de donde se graduó en 2008 con honores en actuación.
Desde los 17 años sale con el actor Tom Shaw, con quien se comprometió en 2011. En mayo de 2014. Tienen dos hijos: Arthur Shaw (31 de diciembre de 2014) y una hija (28 de julio de 2016).

## Carrera
En 2008 interpretó a Geraldine en un episodio de la serie The Royal; interpretó nuevamente a Geraldine en 2011 durante el episodio "Dead Air". En 2009 apareció como invitada en la serie médica Doctors, donde interpretó a Anna Copping. Ese mismo año apareció en la serie Heartbeat como Wendy Kelshaw.
El 26 de agosto de 2010, se unió al elenco de la popular serie británica Coronation Street, donde interpreta a Kylie Turner-Platt. En febrero de 2016, se anunció que Paula dejaría la serie ese mismo año.

## Filmografía

### Series de televisión
| Año         | Título            | Personaje     | Notas                            |
| ----------- | ----------------- | ------------- | -------------------------------- |
| 2010 - 2016 | Coronation Street | Kylie Platt   | 616 episodios                    |
| 2008, 2011  | The Royal         | Geraldine     | 2 episodios                      |
| 2009        | Doctors           | Anna Copping  | episodio "Tracing the Lines"     |
| 2009        | Heartbeat         | Wendy Kelshaw | episodio "School of Hard Knocks" |

### Películas
| Año  | Título       | Personaje       | Notas                                                          |
| ---- | ------------ | --------------- | -------------------------------------------------------------- |
| 2010 | Going Postal | Princesa        | junto a Richard Coyle, David Suchet, Claire Foy y Andrew Sachs |
| 2010 | War Wounds   | Enfermera Gemma | corto - junto a Jude Akuwudike, Anna Bolt y Stephen Mangan     |

### Apariciones
| Año  | Corporación          | Canción                        | Notas                                   |
| ---- | -------------------- | ------------------------------ | --------------------------------------- |
| 2011 | Lloyds Banking Group | "Do You Know Why We Are Here?" | interpretó a una empleada en la oficina |

## Premios y nominaciones
| Año  | Categoría             | Premio                    | Serie             | Resultado |
| ---- | --------------------- | ------------------------- | ----------------- | --------- |
| 2016 | Best Actress          | Inside Soap Award         | Coronation Street | Nominada  |
| 2016 | Best Soap Actress     | TV Choice Award           | Coronation Street | Nominada  |
| 2012 | Best Bitch            | Inside Soap Award         | Coronation Street | Nominada  |
| 2011 | Best Newcomer         | British Soap Award        | Coronation Street | Nominada  |
| 2011 | Best Newcomer         | Inside Soap Award         | Coronation Street | Nominada  |
| 2011 | Best Soap Newcomer    | TV Quick Award            | Coronation Street | Ganadora  |
| 2011 | Most Popular Newcomer | National Television Award | Coronation Street | Nominada  |